# Monument contre la guerre et le fascisme

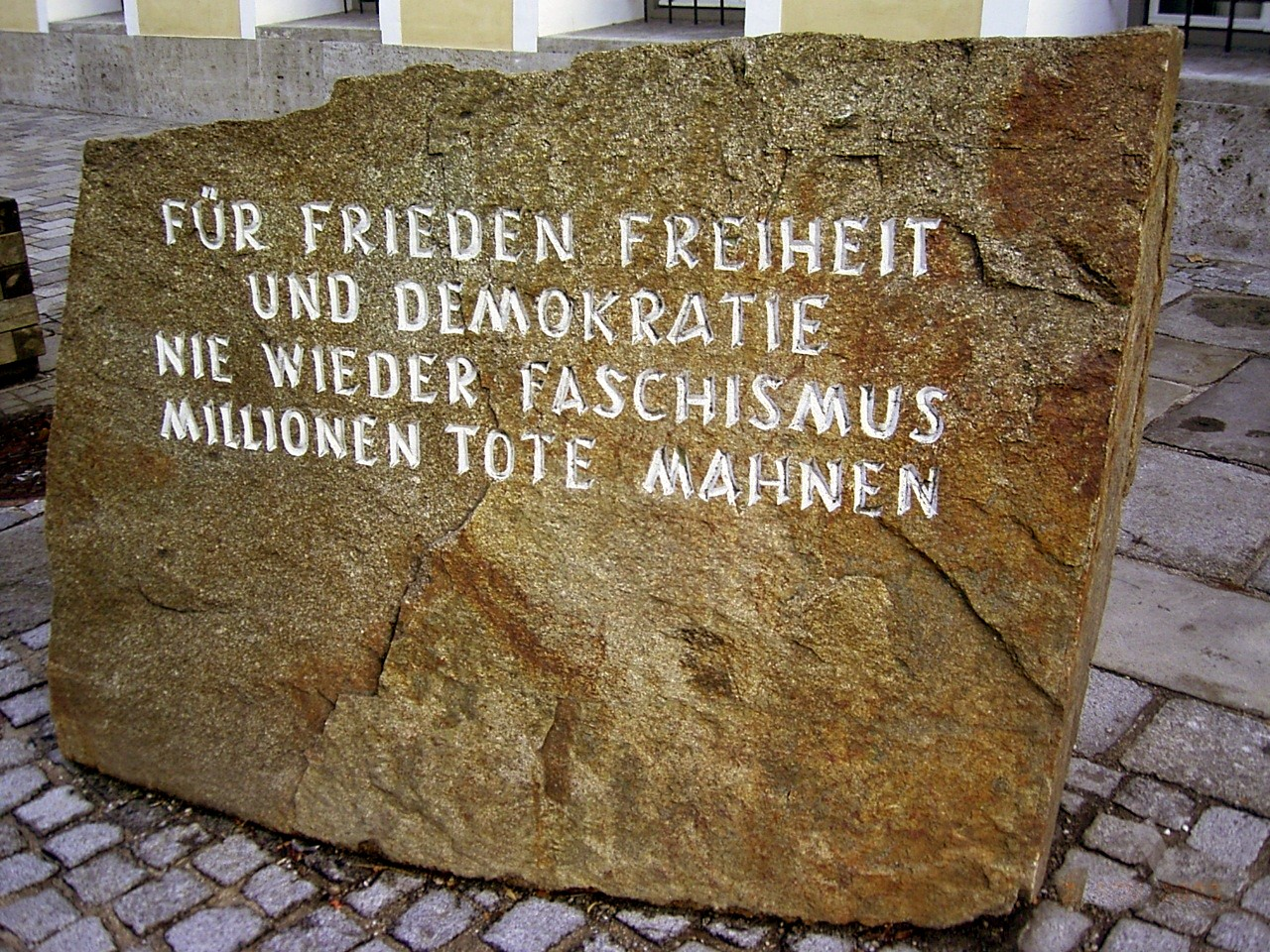
Vue rapprochée du monument.

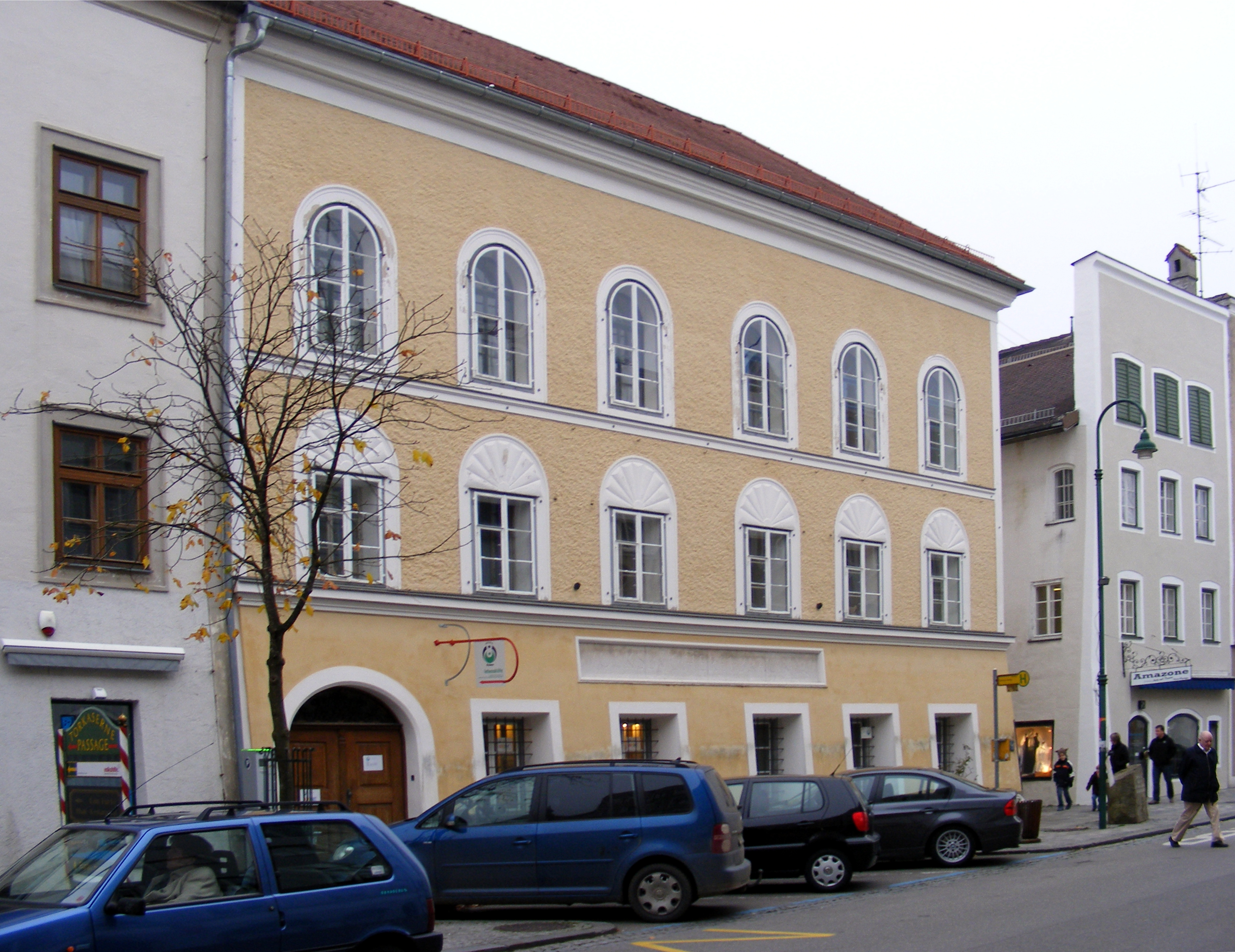
La maison de la naissance d'Adolf Hitler.

Le Monument contre la guerre et le fascisme est un monument construit en 1989 devant la maison natale d’Adolf Hitler à Braunau am Inn en Autriche.
Ce monument est une pierre en granite qui provient de la carrière du camp de concentration de Mauthausen en Autriche, où des détenus étaient contraints de travailler et dont au moins 120 000 moururent d'épuisement ou abattus par des gardes. 
Ces détenus étaient soumis à des conditions barbares, dont la plus cruelle consistait à devoir gravir les 186 marches de la carrière du camp en portant de lourds blocs de pierre. Ces marches étaient connues parmi les prisonniers comme l’escalier de la mort.

## Histoire
La maison natale d’Adolf Hitler a été une bibliothèque jusqu'en 1965. À cette date, la filiale d’une banque y a emménagé. Entre 1970 et 1976, elle a été occupée par le lycée technique de Braunau. 
L’idée de créer une place de la mémoire est déjà très ancienne. Le maire Hermann Fuchs et l'adjoint à la culture Wolfgang Simböck en ont parlé pour la première fois en 1983. Ils ont décidé d’installer une plaque commémorative, mais la propriétaire de la maison n’était pas d’accord.  
Quelques années plus tard, en 1989, à l'initiative du nouveau maire Gerhard Skiba, il a été décidé d’installer le Monument contre la guerre et le fascisme devant la maison natale, un siècle après sa naissance, qui a eu lieu le 20 avril 1889. L'une des raisons invoquées était d'éviter par cette mesure que des groupuscules néonazis se réunissent pour commémorer le lieu et la date de naissance du Führer.

Le monument porte les mots suivants : 

« Pour la paix, la liberté et la démocratie. Jamais plus le fascisme. Des millions de morts le rappellent. »

En allemand : 
« Für Frieden, Freiheit und Demokratie. Nie wieder Faschismus. Millionen Tote mahnen. »

## Annexe